# Надежда (Крым)
Наде́жда (до 1948 года Шолта́к; укр. Надежда, крымскотат. Şoltaq, Шолтакъ) — село в Советском районе Республики Крым, входит в состав Ильичёвского сельского поселения (согласно административно-территориальному делению Украины — Ильичёвского сельского совета Автономной Республики Крым).

## Население
| 2001 | 2014 |
| ---- | ---- |
| 634  | ↘466 |

Всеукраинская перепись 2001 года показала следующее распределение по носителям языка
| Язык             | Процент |
| ---------------- | ------- |
| русский          | 81.07   |
| крымскотатарский | 9.46    |
| украинский       | 8.83    |
| другие           | 0.32    |

### Динамика численности
| - 1889 год — 69 чел. - 1892 год — 0 чел. - 1900 год — 58 чел. - 1926 год — 97 чел. | - 1989 год — 700 чел. - 2001 год — 634 чел. - 2009 год — 690 чел. - 2014 год — 466 чел. |

## Современное состояние
На 2017 год в Надежде числится 6 улиц и 1 переулок; на 2009 год, по данным сельсовета, село занимало площадь 89 гектаров на которой, в 240 дворах, проживало 690 человек. В селе действует сельский дом культуры, отделение почты России, библиотека-филиал № 23, фельдшерско-акушерский пункт

## География
Надежда — село на юго-востоке района, в степном Крыму, у границы с Кировским районом, высота центра села над уровнем моря — 52 м. Ближайшие сёла — Ильичёво в 3,5 км на северо-запад, Трудолюбовка Кировского района в 3,5 км на северо-восток и Дятловка в 4 км на юго-запад. Райцентр Советский — примерно в 25 километрах (по шоссе), ближайшая железнодорожная станция — Кировская (на линии Джанкой — Феодосия) — около 13 километров. Транспортное сообщение осуществляется по региональной автодороге 35Н-576 от шоссе 35А-001 граница с Украиной — Джанкой — Феодосия — Керчь до Видного (по украинской классификации — С-0-11419).

## История
Впервые в исторических документах селение встречается в «Памятной книге Таврической губернии 1889 года», по результатам Х ревизии 1887 года, согласно которой в деревне Надежда Владиславской волости Феодосийского уезда числилось 9 дворов и 69 жителей. По«…Памятной книжке Таврической губернии на 1892 год» в 2 деревнях Надежда — как входившей в Унгутское сельское общество так и в не входившей ни в одно из обществ, жителей и домохозяйств не числилось. По «…Памятной книжке Таврической губернии на 1902 год» в деревне Надежда, находившейся в частном владении, числилось 58 жителей, домохозяйств не имеющих. По Статистическому справочнику Таврической губернии. Ч.II-я. Статистический очерк, выпуск пятый Феодосийский уезд, 1915 год, в деревне Надежда (Джолтак) Владиславской волости Феодосийского уезда числилось 7 дворов со смешанным населением в количестве 5 человек приписных жителей и 67 — «посторонних». Согласно списку 1915 года «…русских подданных из австрийских, венгерских или германских выходцев» землевладельцев, опубликованном в газете «Таврические губернские ведомости» в апреле 1915 года, при деревне Надежда значится крымский немец Миллер Якуб Иоганнович, владевший 300 десятинами земли.
После установления в Крыму Советской власти, по постановлению Крымревкома № 206 «Об изменении административных границ» от 8 января 1921 года была упразднена волостная система и село вошло в состав Ичкинского района Феодосийского уезда, а в 1922 году уезды получили название округов. 11 октября 1923 года, согласно постановлению ВЦИК, в административное деление Крымской АССР были внесены изменения, в результате которых округа были отменены, Ичкинский район упразднили, включив в состав Феодосийского в состав которого включили и село. Согласно Списку населённых пунктов Крымской АССР по Всесоюзной переписи 17 декабря 1926 года, в селе Надежда, Ак-Кобекского сельсовета Феодосийского района, числилось 18 дворов, все крестьянские, население составлял 97 человек, из них 87 русских и 10 армян. Постановлением ВЦИК «О реорганизации сети районов Крымской АССР» от 30 октября 1930 года Феодосийский район был упразднён и был создан Сейтлерский район (по другим сведениям 15 сентября 1931 года), в который включили село, а с образованием в 1935 году Ичкинского — в состав нового района.

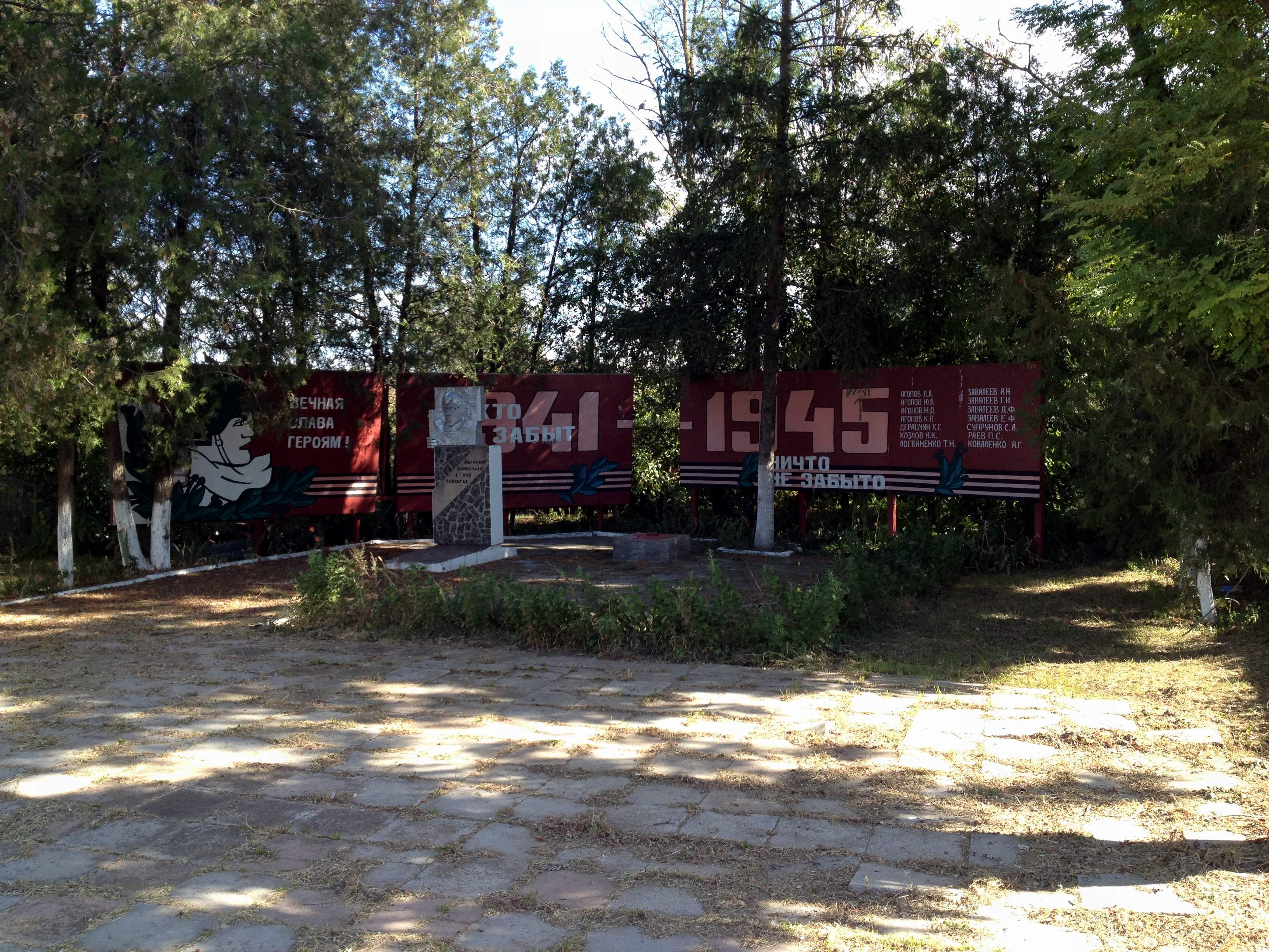
Братская могила советских воинов.
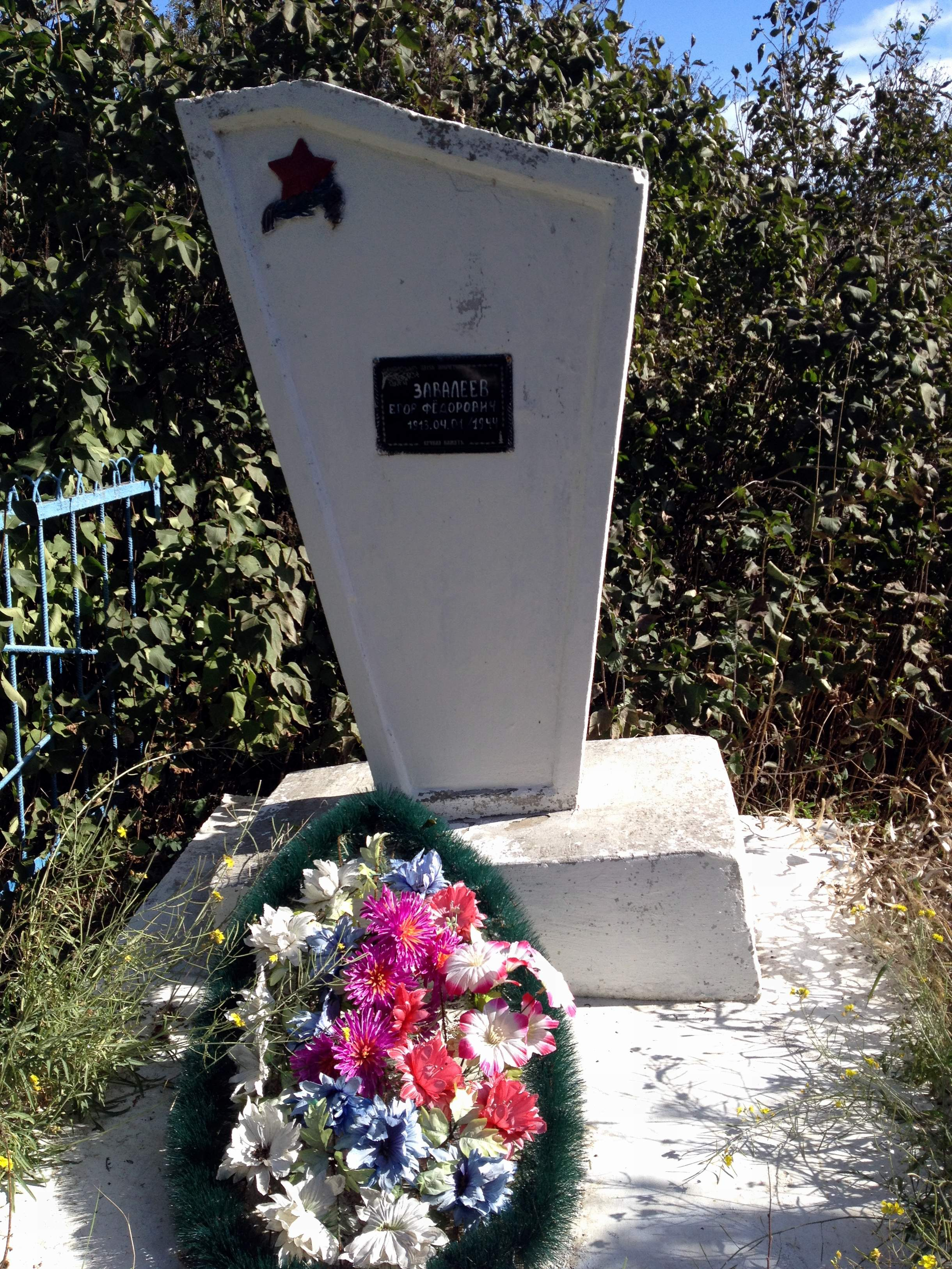
Могила подпольщика Е. Ф. Завалеева.

В годы Великой Отечественной войны в апреле 1942 года в окрестностях Шолтака были сброшены пять советских парашютистов (фамилии не установлены), вскоре убитых в бою с гитлеровцами. 8 марта 1944 года в районе села в бою с фашистами погибли пять партизан. Все павшие похоронены в братской могиле на сельском кладбище. В 1961 году на могиле был установлен памятник — бетонная пирамида со звездой и табличкой. В 1985 году памятник заменён на современный мемориал. Там же на кладбище находится могила подпольщика Егора Федоровича Завалеева, расстрелянного оккупантами в апреле 1944 года. Постановлением Совета министров Республики Крым № 627 от 20 декабря 2016 года оба захоронения отнесены к категории объектов культурно-исторического наследия России регионального значения.
Согласно указу Президиума Верховного Совета РСФСР от 18 мая 1948 года, село Шолтак было переименовано в Надежду, но, при этом, такое название, в форме Шалтак и Джолтак, в доступных источниках встречается только на километровой карте Генштаба Красной армии 1941 года и в Статистическом справочнике Таврической губернии за 1915 год. С 25 июня 1946 года Надежда в составе Крымской области РСФСР, а 26 апреля 1954 года Крымская область была передана из состава РСФСР в состав УССР, в том же году Восточненский сельсовет был объединён с Шахтинским и создан Ильичёвский (в котором село состоит всю дальнейшую историю). По данным переписи 1989 года в селе проживало 700 человек. С 12 февраля 1991 года село в восстановленной Крымской АССР, 26 февраля 1992 года переименованной в Автономную Республику Крым. С 21 марта 2014 года в составе Крыма аннексировано Россией.